# Караичевский
Караичевский — хутор в Нехаевском районе Волгоградской области России. Входит в состав Нижнедолговского сельского поселения. Население 35 чел. (2010) .

## История
В соответствии с Законом Волгоградской области от 24 декабря 2004 года № 977-ОД «Об установлении границ и наделении статусом Нехаевского района и муниципальных образований в его составе», хутор вошёл в состав образованного Нижнедолговского сельского поселения.

## География
Расположен в северо-западной части региона, в пределах Калачской возвышенности, относящейся к Восточно-Европейской равнине.
Уличная сеть состоит из двух географических объектов: ул. Верхняя и ул. Центральная.
Абсолютная высота 212 метров над уровнем моря.

## Население
| 2010 |
| ---- |
| 35   |

Гендерный состав
По данным Всероссийской переписи населения 2010 года в гендерной структуре населения из 35 человек мужчин — 20, женщин — 15 (57,1 и 42,9 % соответственно).
Национальный состав
Согласно результатам переписи 2002 года, в национальной структуре населения
русские составляли 97 % от общей численности населения в 65 чел..

## Инфраструктура
Развитое сельское хозяйство. Личное подсобное хозяйство.

## Транспорт
Конечный пункт автодороги «Краснополье — Нижнедолговский — Караичевский» (идентификационный номер 18 ОП МЗ 18Н-79). Остановка «Поворот на Караичевский». Автобусный маршрут 670 (по состоянию на 2018 г.).